# Castanheira, Mato Grosso
Castanheira este un oraș în Mato Grosso (MT), Brazilia.